# Station Waterschei
Station Waterschei is een voormalig spoorwegstation langs spoorlijn 21A (Hasselt - Maaseik) in Waterschei, een wijk van de stad Genk in de Belgische provincie Limburg.

## Bus

### Stadsbus
| Buslijn | Traject                          | Opmerkingen                       |
| ------- | -------------------------------- | --------------------------------- |
| G1      | Sledderlo - Station - Waterschei | Rijdt niet tijdens wedstrijddagen |

### Voetbalbussen
| Buslijn | Traject                                         | Opmerkingen                        |
| ------- | ----------------------------------------------- | ---------------------------------- |
| 1       | Herk-de-Stad - Hasselt - Genk KRC Luminus Arena | Rijdt enkel tijdens wedstrijddagen |
| 2       | Tongeren - Diepenbeek - Genk KRC Luminus Arena  | Rijdt enkel tijdens wedstrijddagen |
| 3       | Maaseik - As - Genk KRC Luminus Arena           | Rijdt enkel tijdens wedstrijddagen |
| 4       | Hechtel - Houthalen - Genk KRC Luminus Arena    | Rijdt enkel tijdens wedstrijddagen |
| 5       | Riemst - Bilzen - Genk KRC Luminus Arena        | Rijdt enkel tijdens wedstrijddagen |

0,0: Hasselt ·
1,7: Kuringen ·
4,9: Kiewit ·
9,5: Bokrijk ·
12,2: Boxbergheide ·
(15,7: Genk) ·
14,8: Winterslag ·
19,3: Zwartberg ·
21,8: Waterschei ·
22,8: As ·
28,3: Opoeteren-Dilsen ·
31,7: Rotem ·
34,3: Elen ·
39,2: Maaseik